# Muses

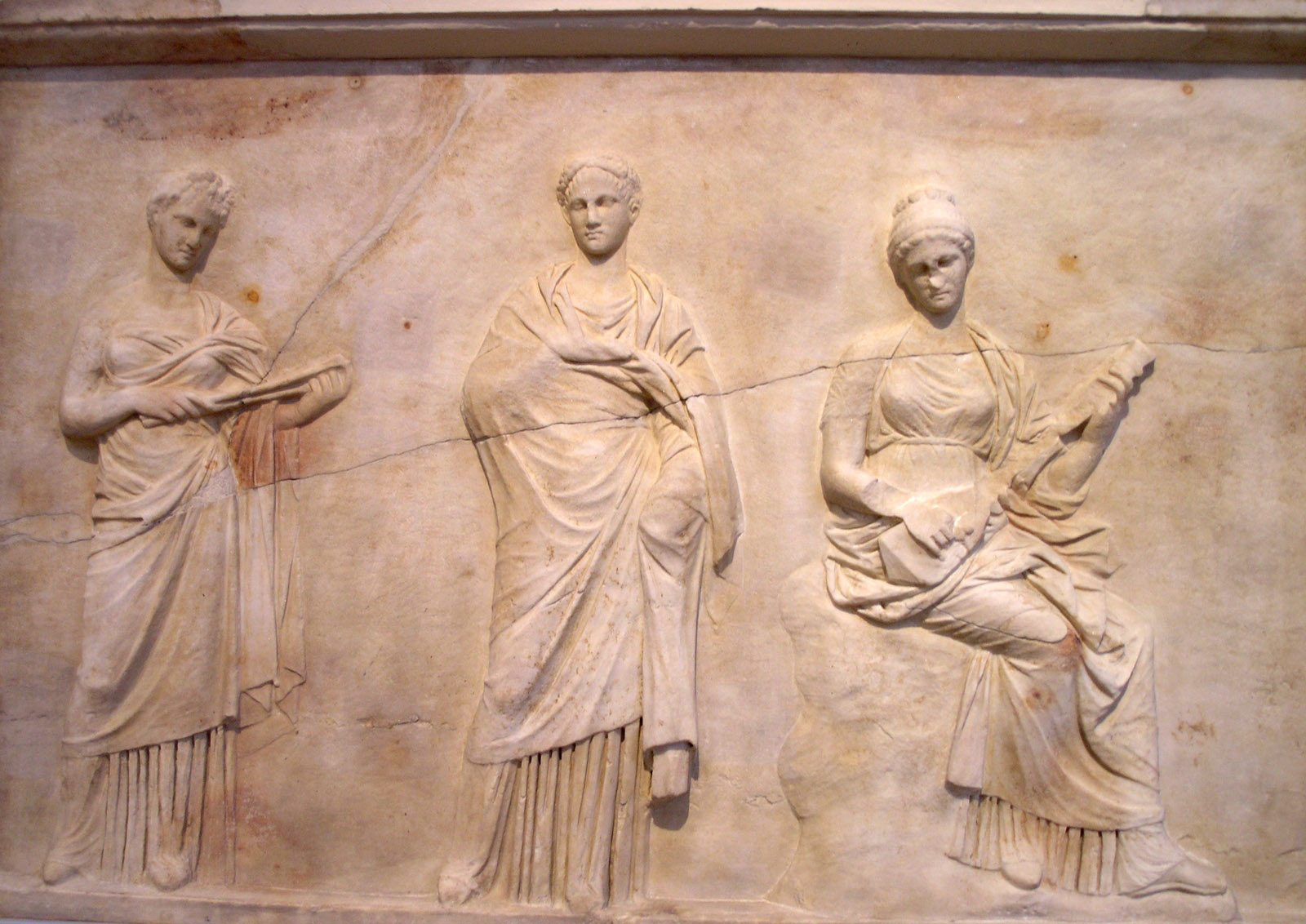
Muses, una sosté un pergamí i una altra un instrument musical

Les muses o heliconíades són a la mitologia grega les divinitats que inspiren les arts de l'oratòria, el teatre, la dansa i la música. Són germanes entre elles. Segons algunes tradicions són filles de Zeus i Mnemosine, mentre que a d'altres ho són d'Harmonia, o d'Urà i Gea, és a dir, el cel i la terra. Els romans van associar les muses a les fonts.
Al principi, n'eren tres, com les Càrites, anomenades per Pausànias: Aede, Mneme i Mèlete. El culte a totes tres muses es donava especialment a Delfos i a Sició. A Lesbos, hi havia un culte dedicat a les set muses. Al final, el nombre de muses es va establir en nou, cadascuna de les quals inspirava i protegia un gènere diferent: poesia èpica, tragèdia, dansa, poesia lírica, himnes, astronomia, comèdia, història i música.
Malgrat que l'origen del seu culte va ser la Pièria, prop de l'Olimp, finalment es van situar al Parnàs, la muntanya en la qual s'assentava el santuari de Delfos, en ser associades al culte d'Apol·lo. Cap musa té descendència directa, perquè romanen verges, tot i que algunes tradicions els atribueixen matrimonis i fills igual que a la majoria dels déus grecs.
De les nou muses tradicionals van emergir les diferents classificacions de les arts.

## Etimologia

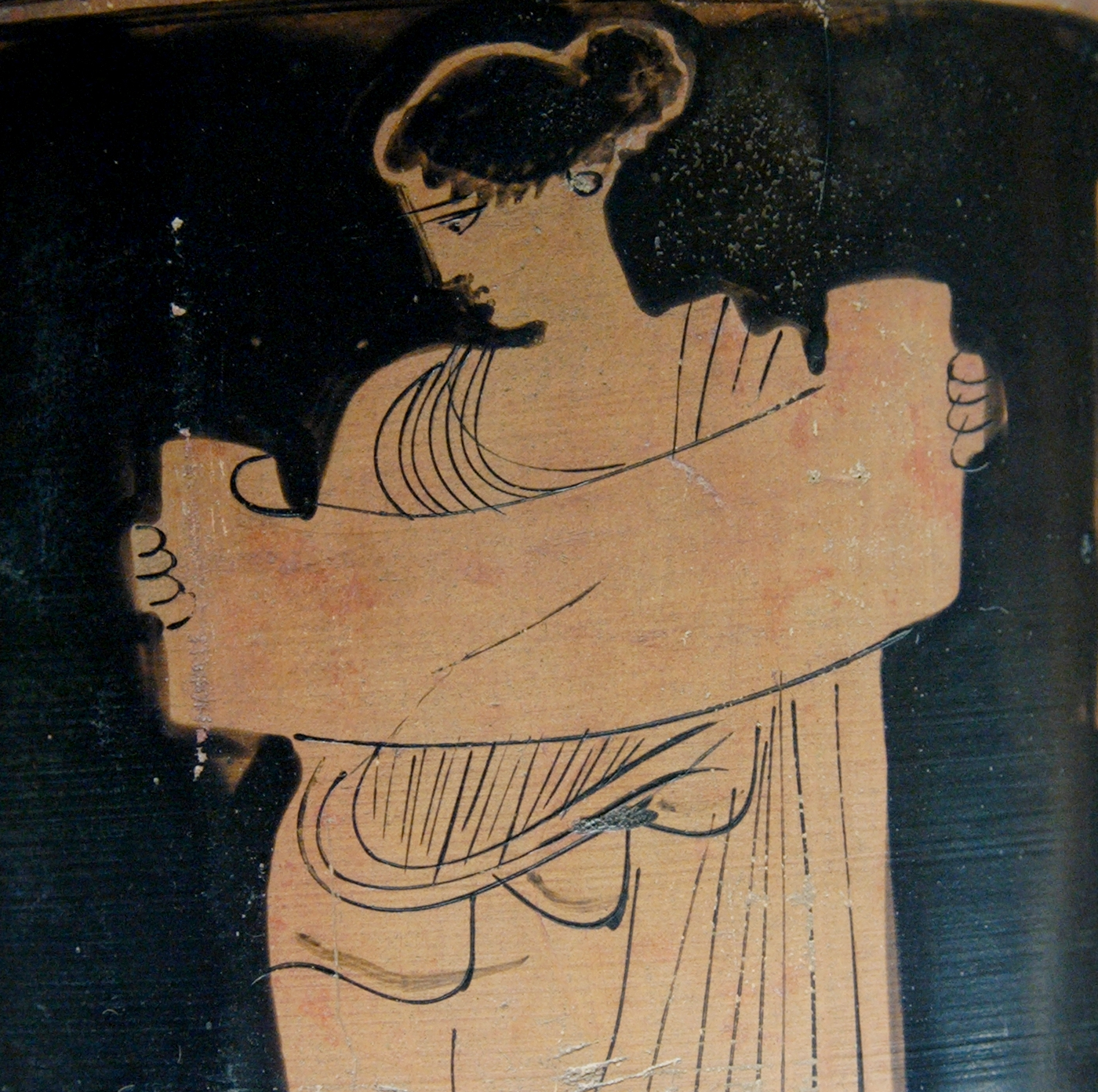
Musa llegint un llibre, en una ceràmica àtica de figures vermelles de prop de l'any 430 aC

La paraula catalana «muses» prové del grec antic Μοῦσαι, en singular, Μοῦσα. «Heliconíades» fou un dels sobrenoms de les muses, que tenien un dels seus santuaris al mont Helicó. Hi havia altres grups de muses en altres llocs.
D'acord amb la mitologia grega, «Tespíades» fou el sobrenom de les Muses, pel culte que se'ls retia a la ciutat de Tèspies, a la Beòcia.

## Història

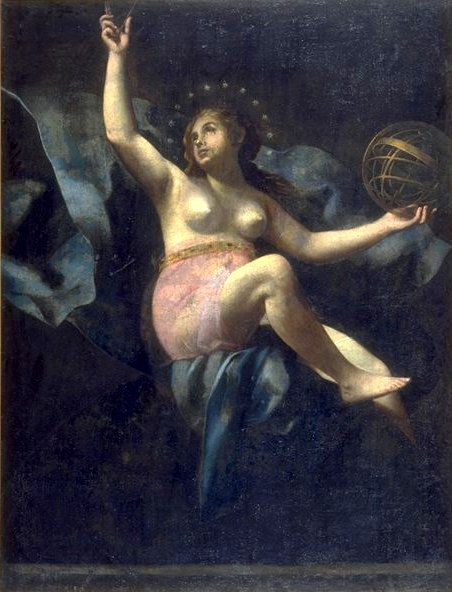
Musa en 1620

El més antic dels cants a les muses va ser el que van entonar després de la victòria dels Olímpics contra els Titans. Els primers artistes invocaven sincerament les muses, creien en la seva existència. Les muses no eren només les cantaires divines que entretenien Zeus i els altres déus, sinó que presidien el pensament en totes les seves formes: eloqüència, persuasió, saviesa, història, astronomia i matemàtiques.
Hesíode explica que acompanyaven els reis i els dictaven paraules convincents, per apaivagar les disputes i restablir la pau. Diu també que n'hi ha prou que un cantor, és a dir, un servidor de les muses, celebri les proeses dels homes del passat o dels déus perquè els que tinguin preocupacions i maldecaps se n'oblidin a l'instant.
Després es va convertir en una figura retòrica començar cada obra amb una invocació o cant per demanar el seu favor, similar a la captatio benevolentiae. Al voltant del seu culte es duien a terme les majors proeses artístiques, per això van acabar donant lloc al terme museu, com a indret on es dipositen les obres d'art. Igualment, va passar a ser anomenat "musa" tot allò que incitava a la creació.

## Les nou muses canòniques

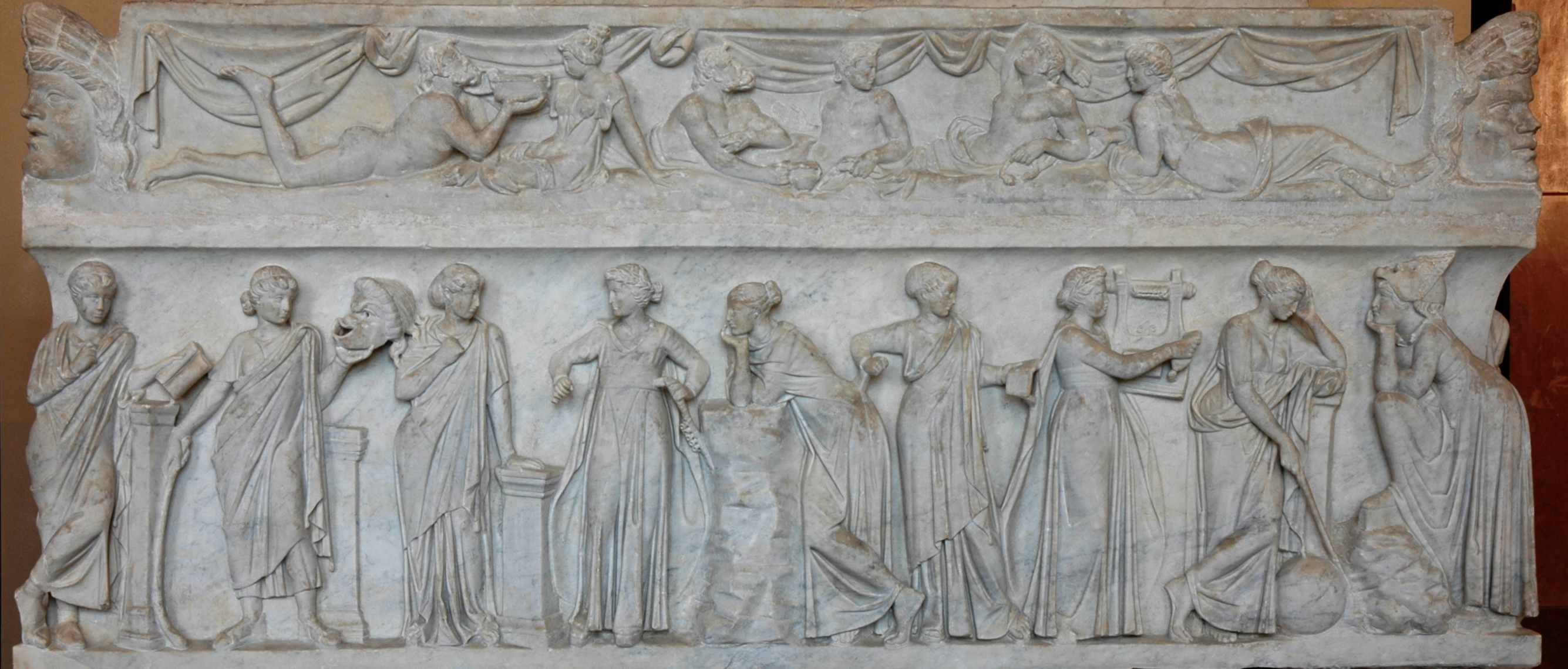
Sarcòfag amb baix relleu al Museu del Louvre representant les nou muses.

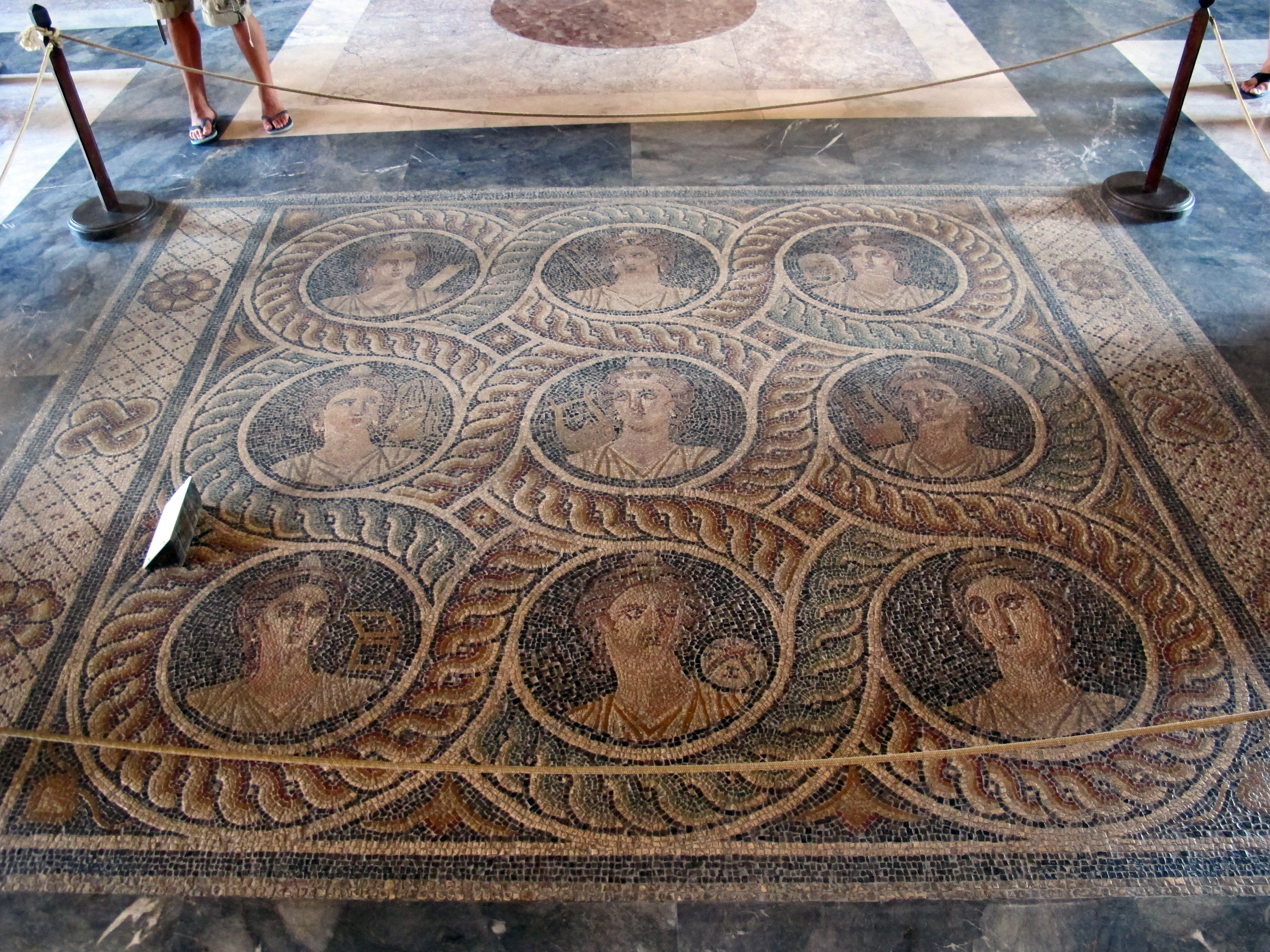
Mosaic amb les nou muses

- Cal·líope (Καλλιόπη, ‘la del bell esguard, agradable a la vista’). Musa de la poesia èpica. Atributs: una tauleta de cera per escriure.
- Clio (Κλειώ, ‘aquella que els fa famosos'); Musa de la història. Atributs: un volum enrotllat.
- Èrato (Ἐρατώ, ‘la que provoca desig’). Musa de la poesia lírica. Atributs: normalment una lira, però en la imatge adjunta, la mà en un pedestal.
- Euterpe (Ευτέρπη, ‘la molt agradable, la d'agradable geni o La de bon ànim’). Musa de la música. Atributs: una flauta.
- Melpòmene (Μελπομένη, ‘La melodiosa, la cantant, la poetessa’). Musa de la tragèdia. Atributs: una màscara tràgica i coturns (sandàlies que munten fins als genolls amb plataforma de suro, com les que portaven els actors).
- Polímnia (Πολυμνία, ‘la dels molts himnes'). Musa dels himnes i la geometria. Atributs: els colzes repenjats en un pedestal i la mà sostenint-se el mentó.
- Talia (Θάλεια, ‘la que floreix, la festívola’). Musa de la comèdia. Atributs: una màscara còmica.
- Terpsícore (Τερψιχόρη, ‘delit de la dansa’). Musa de la dansa. Atributs: una cítara per acompanyar els dansaires amb la música.
- Urània (Ουρανία, ‘celestial'). Musa de l'astronomia. Atributs: una esfera.

## Les quatre muses primitives
En tradicions passades, com ja s’ha dit, el grup eren tres muses; però posteriorment n’hi fou afegida una quarta. Com a resultat, alguns autors com ara Ciceró van dir que eren:
- Telxíone (Thelxĭnŏē, Θελξινόη).
- Arque (Archē, Ἀρχή).
- Aede (Ăœdē, Ἀοιδή).
- Mèlete (Mĕlĕtē, Μελέτη).